# جان بول سير
جان بول سير (بالإنجليزية: Jean-Paul Cyr)‏ هو مهندس أمريكي، ولد في 8 ديسمبر 1965 في ميلتون في الولايات المتحدة.

## وصلات خارجية
- جان بول سير على موقع Racing-Reference.info (الإنجليزية)